# Nete (Villalba)
Nete (llamada oficialmente San Cosme de Nete) es una parroquia española del municipio de Villalba, en la provincia de Lugo, Galicia.

## Localización
San Cosme de Nete es una parroquia situada a unos 4,5 km al sur de Villalba, capital del municipio y de la comarca de Tierra Llana. 

## Historia
La parroquia se cree que surgió en el siglo VII con la construcción del templo a San Cosme (imagen superior) uno de los pocos santos negros venerados en Galicia. Se cree que también tuvo asentamientos de carácter prehistórico debido al hallazgo de vasijas de cerámica en sus tierras, con características similares a las de este período.

## Organización territorial
La parroquia está formada por veintitrés entidades de población, constando nueve de ellas en el nomenclátor del Instituto Nacional de Estadística español:
- A Bouza
- Amarela (A Marela)
- A Parrocha
  - A Parrocha de Abaixo
  - A Parrocha de Arriba
- A Peteira
- As Brañas
- A Verdoeira (A Bardoeira)
- Carpaceiras
- Carral
- Darriba (Lugar de Arriba)
- Doade
- Lagoela
- Lamelas
- Lourixe
- O Caxigal
- O Curro
- O Loural
- O Rañó
- O Reboredo
- O Taraxal
- Sisto
- Tornadoiros
- Trobo (O Trobo)

## Demografía
| Gráfica de evolución demográfica de Nete entre 2000 y 2021 |
|                                                            |
| Datos según el nomenclátor publicado por el INE.           |